# Castillo viejo de Manzanares el Real
El castillo viejo de Manzanares el Real, conocido popularmente como plaza de Armas, se halla en la localidad homónima, en la Comunidad de Madrid (España). Está situado en el extremo de una loma, al borde del río Manzanares, en la falda meridional de La Pedriza, la formación granítica más importante de la sierra de Guadarrama.
No se conoce la fecha de su fundación, si bien es anterior al famoso castillo nuevo de Manzanares el Real, empezado a construir en 1475, que se encuentra en sus proximidades. Está en estado ruinoso y sólo se mantienen dos muros en pie, integrados dentro de un recinto ajardinado. Es de acceso libre.

## Historia

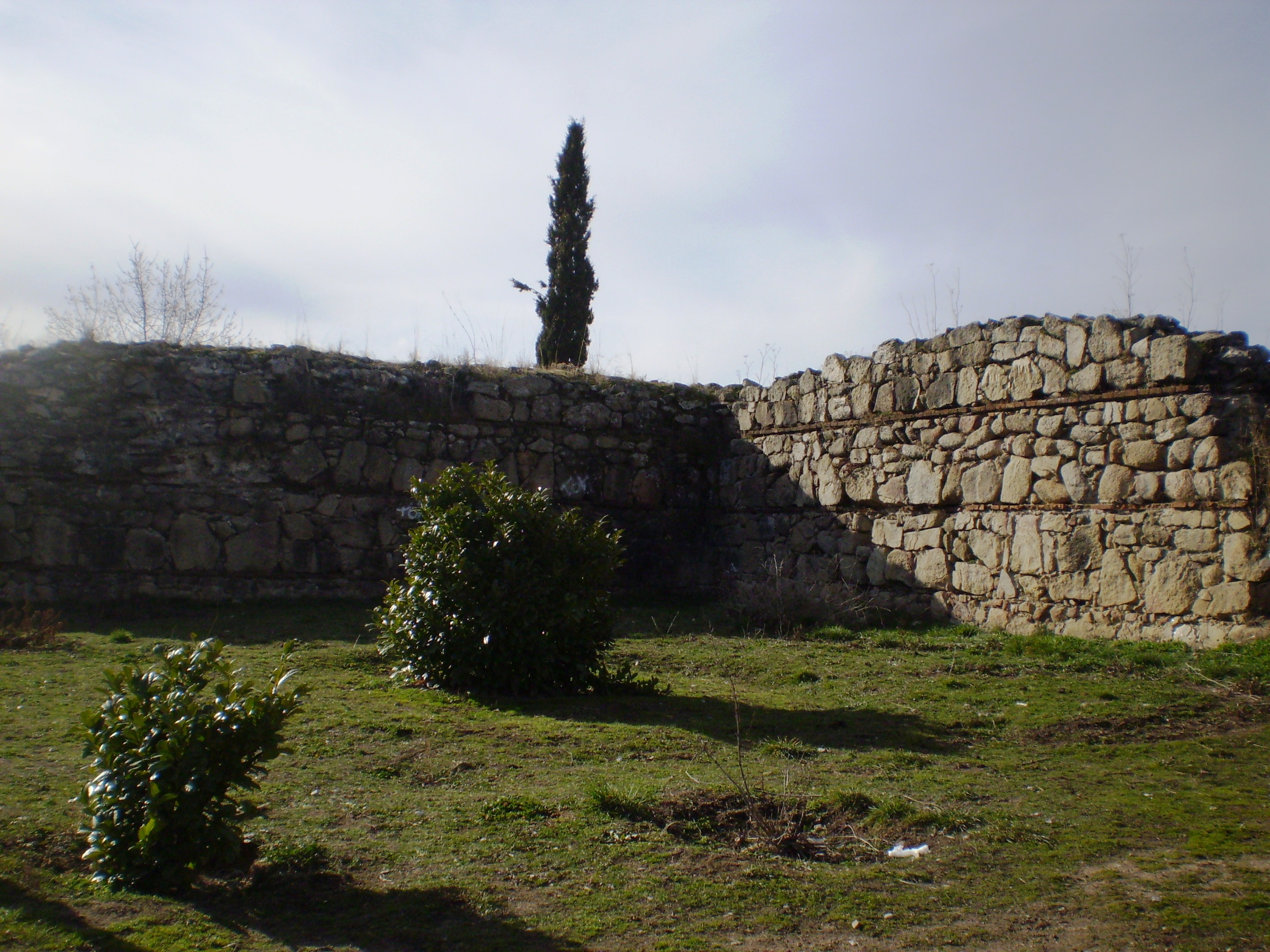
Zona ajardinada junto a uno de los muros del castillo

Fue construido por los musulmanes de Madrid (Maÿrit) como protección y defensa de los ejércitos extranjeros y en concreto por los abanderados bajo los Reyes Católicos.
No existen referencias concretas sobre la construcción de este castillo hispano-musulmán tras la quema de textos hispano-musulmanes por la Inquisición. La primera documentación que aparece data del siglo XIV, cuando el rey Alfonso XI de Castilla emprende unas obras de remodelación en la carpintería en el edificio.
Con la conquista cristiana de la Sierra de Guadarrama, fue objeto de disputas entre las Comunidades de Villa y Tierra de Segovia y Madrid por hacerse con el control de los bosques y pastos del curso alto del río Manzanares.
Estuvo vinculado, en un primer momento, con la familia De la Cerda, a través de Leonor Núñez de Guzmán. 
El 14 de octubre de 1383, el rey Juan I de Castilla puso fin a los reiterados litigios entre madrileños y segovianos, haciendo donación de las tierras (y, con ello, cabe suponer que también de la fortaleza) a la Casa de Mendoza, que articuló en su entorno el señorío del Real de Manzanares
El edificio entró en decadencia cuando, en el último tercio del siglo XV, esta poderosa familia impulsó la construcción de un nuevo castillo en sus inmediaciones, que sirviera de residencia palaciega.

## Características

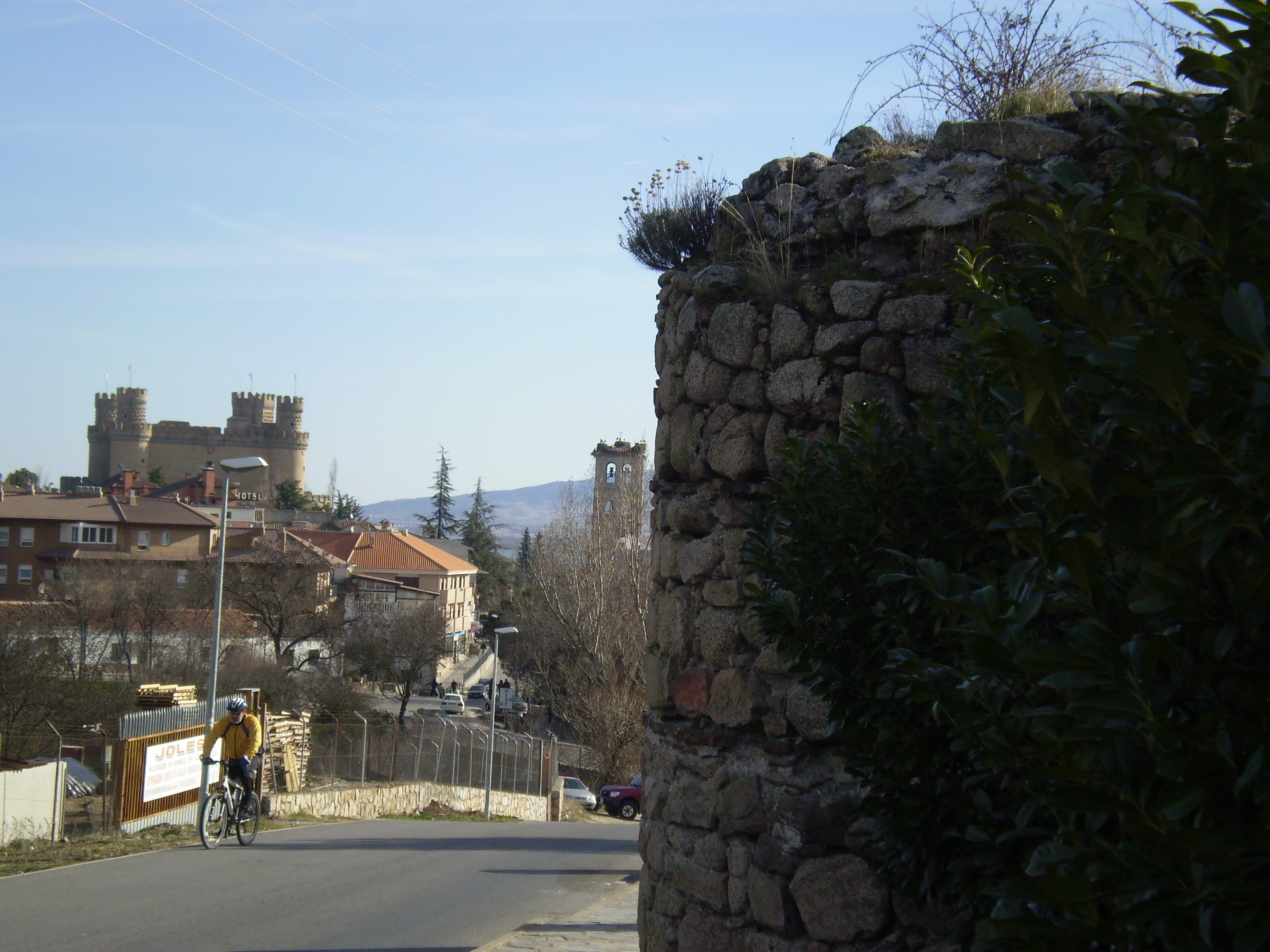
El castillo se sitúa sobre un promontorio, desde el que se divisa el casco urbano de Manzanares el Real. Al fondo, el castillo nuevo de esta villa

El castillo viejo de Manzanares el Real era de planta cuadrangular. En tres de sus esquinas, se levantaban torres cilíndricas y, en la restante, se alzaba la torre del homenaje, de mayores dimensiones. 
Su trazado respondía al modelo habitual de la época, igualmente presente en el castillo nuevo, obra muy posterior.
En cuanto a su factura, el estilo dominante es el mudéjar, a base de piedra granítica y encintado de ladrillos.